# NASCAR Strictly Stock Series 1949

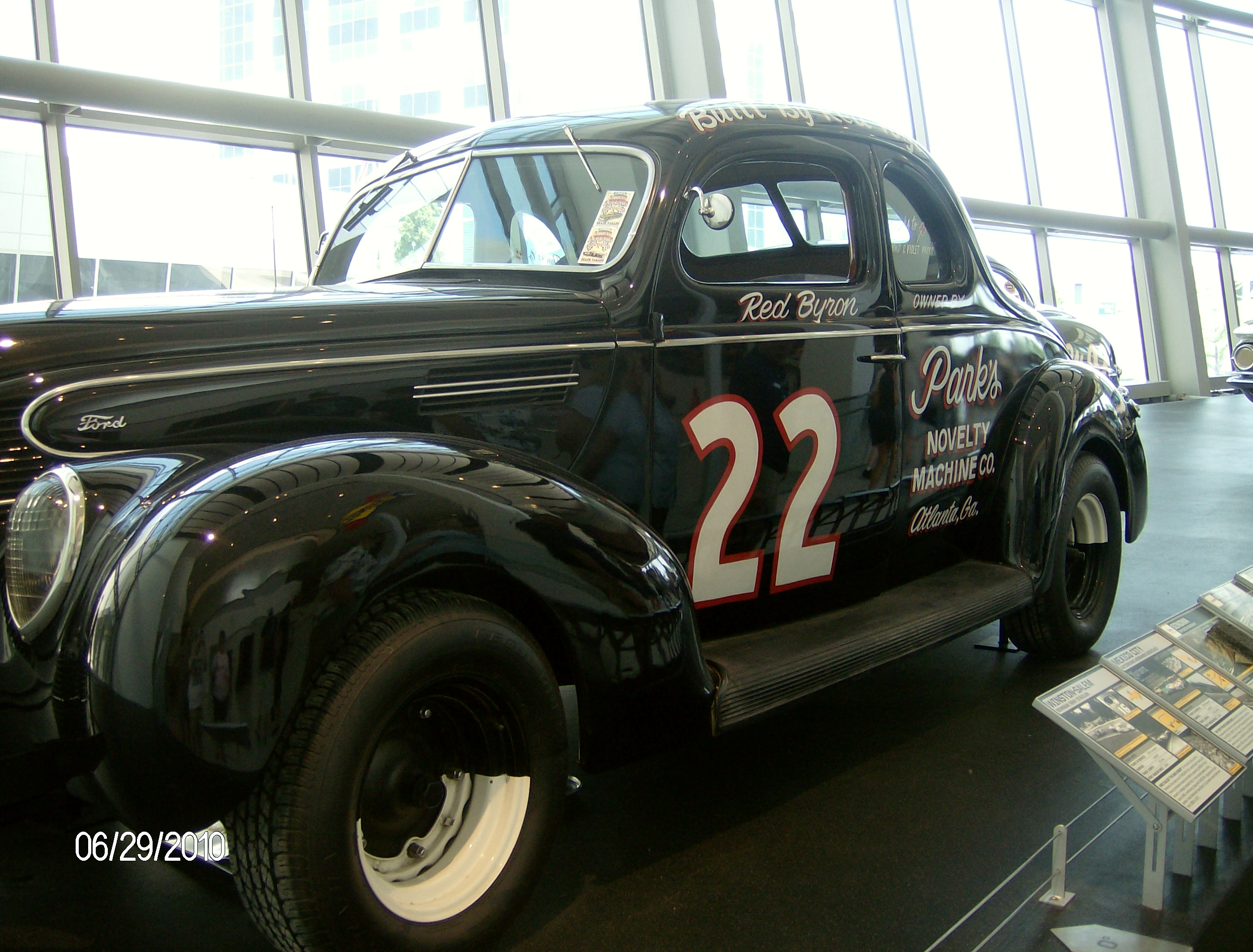
Oldsmobile #22 zwycięzcy sezonu 1949 - Reda Byrona.

NASCAR Strictly Stock Series 1949 – pierwszy, inauguracyjny sezon wyścigów NASCAR o mistrzostwo Strictly Stock, który odbywał się od 19 czerwca–16 października 1949. W sezonie rozegrano 8 wyścigów. Zwycięzcą sezonu został Red Byron, jadący Oldsmobilem #22.

## Kalendarz zawodów

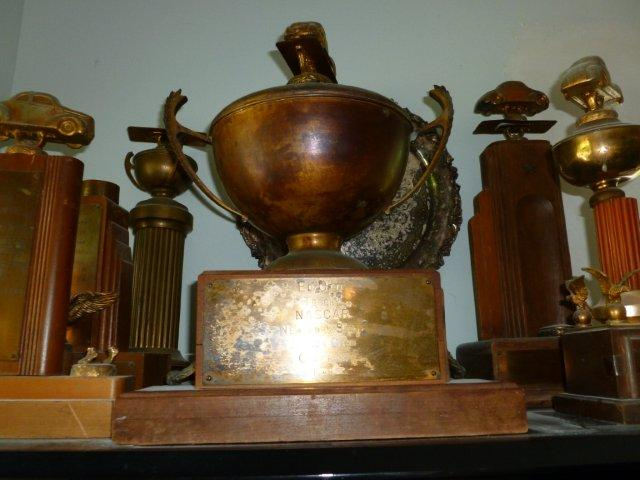
Trofea z 1949 roku.

| # | Data            | Wyścig                       | Tor                       |               |               |                |
| 1 | 19 czerwca      | Wyścig 1                     | Charlotte Speedway        | Jim Roper     | Fonty Flock   | Red Byron      |
| 2 | 10 lipca        | Wyścig 2                     | Daytona Beach             | Red Byron     | Tim Flock     | Frank Mundy    |
| 3 | 7 sierpnia      | Wyścig 3                     | Occoneechee Speedway      | Bob Flock     | Gober Sosebee | Glenn Dunnaway |
| 4 | 11 września     | Wyścig 4                     | Langhorne Speedway        | Curtis Turner | Bob Flock     | Red Byron      |
| 5 | 18 września     | Wyścig 5                     | Hamburg Speedway          | Jack White    | Ray Erickson  | Billy Rafter   |
| 6 | 25 września     | Goody's Fast Pain Relief 500 | Martinsville Speedway     | Red Byron     | Lee Petty     | Ray Erickson   |
| 7 | 2 października  | Wyścig 7                     | Heidelberg Raceway        | Lee Petty     | Dick Linder   | Bill Rexford   |
| 8 | 26 października | Wilkes 200                   | North Wilkesboro Speedway | Bob Flock     | Lee Petty     | Fonty Flock    |

## Tabela końcowa wyścigów
| Poz. | Kierowca       | Starty | Wygrane | Top 5 | Top 10 | Pole pos. | Okr. | Wynagrodzenie | Pkt | +/-  |
| ---- | -------------- | ------ | ------- | ----- | ------ | --------- | ---- | ------------- | --- | ---- |
|      | Red Byron      | 6      | 2       | 4     | 4      | 1         | 103  | $5.800        | 842 | −    |
|      | Lee Petty      | 6      | 1       | 3     | 5      | 0         | 1    | $3.855        | 725 | -117 |
|      | Bob Flock      | 6      | 2       | 3     | 3      | 1         | 27   | $4.870        | 704 | -138 |
| 4    | Bill Blair     | 6      | 0       | 3     | 5      | 0         | 325  | $1.280        | 567 | -275 |
| 5    | Fonty Flock    | 6      | 0       | 3     | 3      | 0         | 85   | $2.015        | 554 | -288 |
| 6    | Jimmy Thompson | 5      | 0       | 0     | 2      | 1         | 4    | $1.505        | 499 | -343 |
| 7    | Ray Erickson   | 4      | 0       | 2     | 3      | 0         | 0    | $1.460        | 422 | -420 |
| 8    | Tim Flock      | 5      | 0       | 2     | 3      | 0         | 0    | $1.510        | 421 | -419 |
| 9    | Glenn Dunnaway | 6      | 0       | 1     | 3      | 0         | 0    | $810          | 384 | -458 |
| 10   | Frank Mundy    | 4      | 0       | 2     | 2      | 0         | 0    | $1.160        | 370 | -472 |